# Paullinia verrucosa
Paullinia verrucosa är en kinesträdsväxtart som beskrevs av L. Radlk.. Paullinia verrucosa ingår i släktet Paullinia och familjen kinesträdsväxter. Inga underarter finns listade i Catalogue of Life.